# Stypodon signifer
Stypodon signifer é uma espécie exinta de peixe actinopterígeo da família Cyprinidae.
Apenas poderia ser encontrada no México.